# Seymeria deflexa
Seymeria deflexa là loài thực vật có hoa thuộc họ Cỏ chổi. Loài này được Eastw. miêu tả khoa học đầu tiên.